# Mięguszowieckie Szczyty

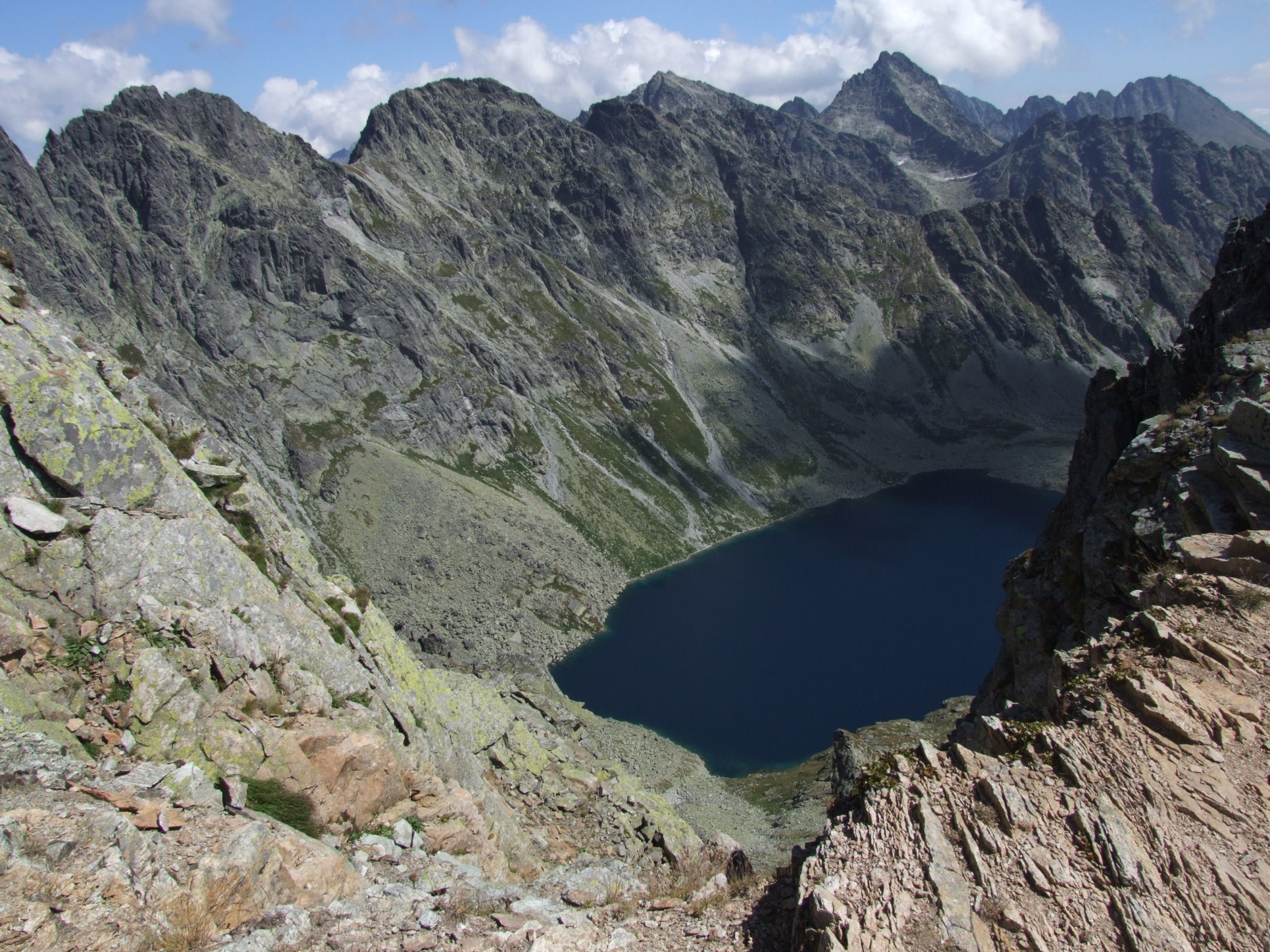
Blick von Süden auf das Massiv

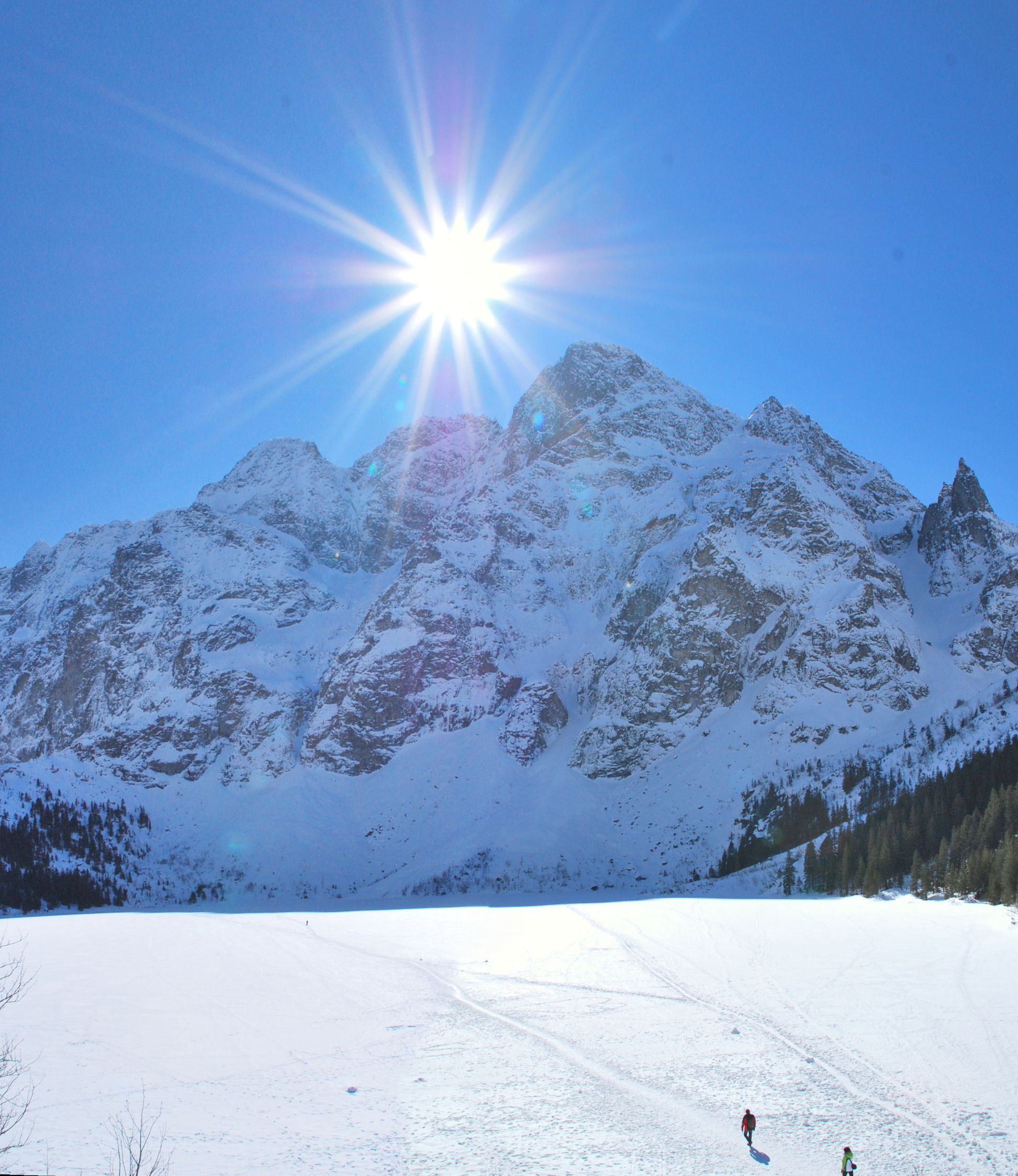
Blick von Norden auf das Massiv

Die Mięguszowieckie Szczyty (slowakisch Mengusovské štíty; deutsch: Mengsdorfer Spitzen) sind ein Bergmassiv in der Hohen Tatra in der Woiwodschaft Kleinpolen und Gemeinde Bukowina Tatrzańska (Polen) und Prešovský kraj und Stadt Vysoké Tatry (Slowakei) mit einer Maximalhöhe von 2438 m n.p.m. der Großen Mengsdorfer Spitze. Auf dem Grat, der zum Hauptkamm der Tatra gehört, verläuft die polnisch-slowakische Grenze.

## Lage und Umgebung
Unterhalb des Massivs liegen die Täler Fischseetal (Dolina Rybiego Potoku) und Mengsdorfer Tal (Dolina Mięguszowiecka). Das Massiv grenzt über den Bergpass Chałubiński-Tors (Wrota Chałubińskiego) an das Massiv der Miedziane im Osten und den Bergpass Mengsdorfer Scharte (Czarnostawiańska Przełęcz) an das Massiv des Ochsenrückens (Wołowy Grzbiet) im Westen. Das Massiv bildet die Südwand der Karkessel der Bergseen Czarny Staw pod Rysami und Meerauge, zu denen es steil herabfällt. Auf der Südseite des Massivs fallen die Hänge flach zum Großen Hinzensee herab.
Der Kamm des Massivs vom Bergpass Żabia Przełęcz Wyżnia im Westen zum Bergpass Wrota Chałubińskiego im Westen verläuft wie folgt:
- Gipfel Östliche Mengsdorfer Spitze (Mięguszowiecki Szczyt Czarny/Východný Mengusovský štít) 2410 m ü.N.N.
- Bergpass Wildererjoch (Mięguszowiecka Przełęcz pod Chłopkiem/Mengusovské sedlo) 2307 m ü.N.N.
- Gipfel Mittlere Mengsdorfer Spitze (Mięguszowiecki Szczyt Pośredni/Prostredný Mengusovský štít) 2393 m ü.N.N.
- Bergpass Chałubiński-Scharte (Mięguszowiecka Przełęcz Wyżnia/Vyšné Mengusovské sedlo) 2330 m ü.N.N.
- Gipfel Große Mengsdorfer Spitze 2438 m ü.N.N.
- Bergpass Hinzenseescharte (Hińczowa Przełęcz/Hincovo sedlo) 2323 m ü.N.N.
- Gipfel Cubryna (Čubrina) 2376 m ü.N.N.
- Bergpass Hintere Mönchsscharte (Przełączka pod Zadnim Mnichem/Štrbina pod Druhým mníchom): 2135 m ü.N.N.
- Gipfel Hinterer Mönch (Zadni Mnich/Druhý mních) 2172 m ü.N.N.
- Gipfel Smrečiner Turm (Ciemnosmreczyńska Turnia/	Temnosmrečianska veža): 2142 m ü.N.N.
- Bergpass Tatraspitze Gipfelscharte (Przełączk nad Wrotami): 2055 m ü.N.N.
- Gipfel Chałubiński-Koppe (Kopa nad Wrotami/Kopa nad Chałubińského bránou) 2075 m ü.N.N.

sowie nach Norden vorgelagert
- Gipfel Mengsdorfer Kanzel (Kazalnica Mięguszowiecka) 2159 m ü.N.N.
- Gipfel Mönchkoppe (Mnichowa Kopa) 2090 m ü.N.N.
- Gipfel Mönch (Mnich) 2068 m ü.N.N.
- Gipfel Turnia Zwornikowa 1962 m ü.N.N.

## Etymologie
Der Name des Bergmassivs bezieht sich auf das angrenzende Mengsdorfer Tal und auf die Ortschaft Mengusovce, die polnisch Mięguszowce und auf Deutsch Mengsdorf heißt.

## Flora und Fauna
Die Mengsdorfer Spitzen sind ein Rückzugsgebiet für Raubvögel, u. a. Steinadler, jedoch kein streng geschütztes Naturreservat.

## Tourismus
Die Gipfel können mit Genehmigung der jeweiligen Nationalparkverwaltung von Kletterern bestiegen werden. Als Ausgangspunkt für Klettertouren eignet sich insbesondere die Schutzhütte Schronisko PTTK nad Morskim Okiem am Bergsee Meerauge und der Aufstieg auf das Wildererjoch. Dort beginnt der teilweise markierte Höhenweg Droga po Głazach auf die Gipfel.

## Belege
- Zofia Radwańska-Paryska, Witold Henryk Paryski, Wielka encyklopedia tatrzańska, Poronin, Wyd. Górskie, 2004, ISBN 83-7104-009-1.
- Tatry Wysokie słowackie i polskie. Mapa turystyczna 1:25.000, Warszawa, 2005/06, Polkart, ISBN 83-87873-26-8.
- Ernst Hochberger. Berg- und Wanderführer Hohe Tatra, 4 Bände

## Panorama

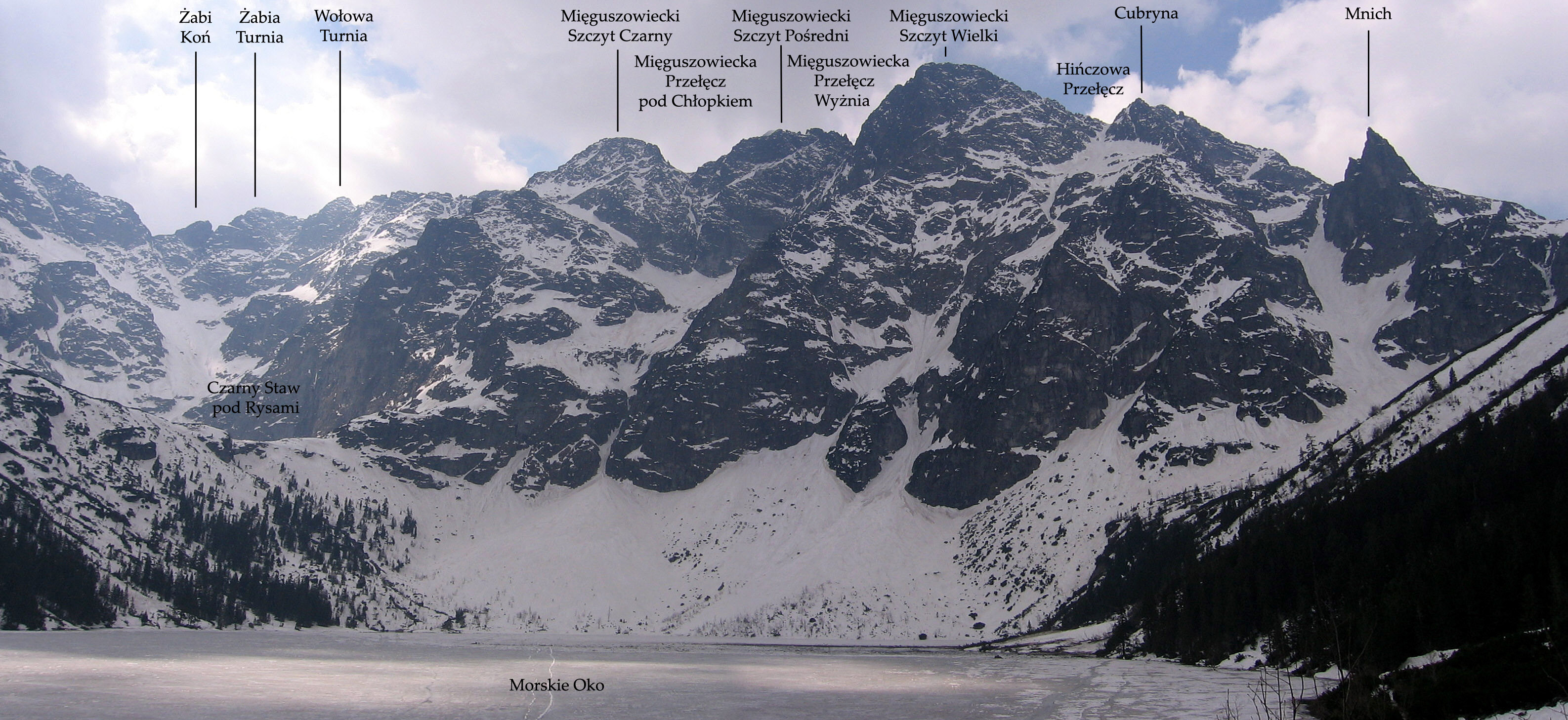
Panorama vom Bergsee Meerauge